# Пет легенди
Пет легенди (енгл. Rise of the Guardians) је амерички 3Д рачунарски анимирани акциони фантастично-комични филм из 2012. године у продукцији DreamWorks Animation, а у дистрибуцији Paramount Pictures Филм је режирао Питер Ремзи (у његовом дугометражном редитељском дебију) из сценарија Дејвида Линдсија-Абера. У њему глуме Крис Пајн, Алек Болдвин, Џуд Ло, Ајла Фишер и Хју Џекман.